# Melky Goeslaw
Melky Jannes Goeslaw (ur. 7 maja 1947 na wyspie Morotai, zm. 20 grudnia 2006 w Dżakarcie) – indonezyjski piosenkarz i menedżer bokserski. Był ojcem piosenkarki Melly Goeslaw.

## Życiorys
Urodził się 7 maja 1947 r. na wyspie Morotai (dzisiejsza prowincja Moluki Północne). Jego kariera muzyczna rozpoczęła się w 1964 roku, kiedy to znalazł się w składzie formacji Octa Nada. Później dołączył do zespołów Nada Anda i Nada Buana. Koncertował także z Bobem Tutupolim. Występował na licznych festiwalach muzycznych.
W 1974 roku został finalistą Festiwalu Piosenki Popularnej (Festival Lagu Populer) na szczeblu krajowym. W 1975 roku wygrał krajowy etap festiwalu z utworem „Pergi Untuk Kembali”. W 1977 roku, wraz z Dianą Nasution, zajął drugie miejsce na Festival Penyanyi Nasional, z utworami „Bila Cengkeh Berbunga” i „Malam Yang Dingin”. W 1995 roku stał się laureatem japońskiej nagrody Kawakami.
W 2004 roku zdiagnozowano u niego raka piersi. Cierpiał również na problemy z płucami, cukrzycę i chorobę serca. Zmarł 20 grudnia 2006 r. w Dżakarcie.
Jego utwór „Pergi Untuk Kembali” został sklasyfikowany na 117. pozycji w zestawieniu 150 indonezyjskich utworów wszech czasów, ogłoszonym na łamach miejscowego wydania magazynu „Rolling Stone”.